# Herrenmoor (Landkreis Ammerland und Friesland)
Das Herrenmoor ist ein ehemaliges Naturschutzgebiet in der niedersächsischen Gemeinde Zetel im Landkreis Friesland und in der Stadt Westerstede im Landkreis Ammerland. Es ging 2016 in einem größeren Naturschutzgebiet auf.

## Allgemeines
Das Naturschutzgebiet mit dem Kennzeichen NSG WE 178 war rund 147 Hektar groß. Davon entfielen 97 Hektar auf den Landkreis Friesland und 50 Hektar auf den Landkreis Ammerland. Es bildete den Hauptbestandteil des FFH-Gebietes „Lengener Meer, Stapeler Moor, Baasensmeer-Moor“. Nordwestlich bzw. westlich des Naturschutzgebietes „Herrenmoor“ lagen die Naturschutzgebiete „Spolsener Moor“, „Stapeler Moor“ sowie „Stapeler Moor Süd und Kleines Bullenmeer“. Das Gebiet stand seit dem 13. Dezember 1986 unter Naturschutz. Es ging zum 1. September 2016 in dem neu ausgewiesenen Naturschutzgebiet „Stapeler Moor und Umgebung“ auf. Zuständige untere Naturschutzbehörden waren die Landkreise Friesland und Ammerland.

## Beschreibung
Das nördlich von Westerstede und südwestlich von Neuenburg und Zetel liegende, ehemalige Naturschutzgebiet stellt ein Hochmoorbereich als Teil der sich früher über große Gebiete erstreckenden ostfriesischen Zentralmoore unter Schutz. In den Randbereichen sind Flächen zu Grünland kultiviert worden, die extensiv landwirtschaftlich genutzt werden.
Das Moor wird über Gräben und Bäken zum Aper Tief und weiter über Jümme und Leda zur Ems bzw. zum Ellenserdammer Tief, das als Dangaster Tief in den Jadebusen fließt, entwässert.